# Niederrheinischer Trojamythos
Der am Niederrhein verbreitete Trojamythos ist der an Vergils Aeneis anschließende Gründungsmythos des Frankenreichs. Daneben wurde auch der Ursprung der Stadt Xanten – aufgrund volksetymologischer Spekulation – auf das antike Troja zurückgeführt. Xanten selbst wird in mittelalterlichen Überlieferungen auch als Troja am Rhein, Troia nova (Neu-Troja) oder als Troia minor (Klein-Troja) bezeichnet.

## Mythos

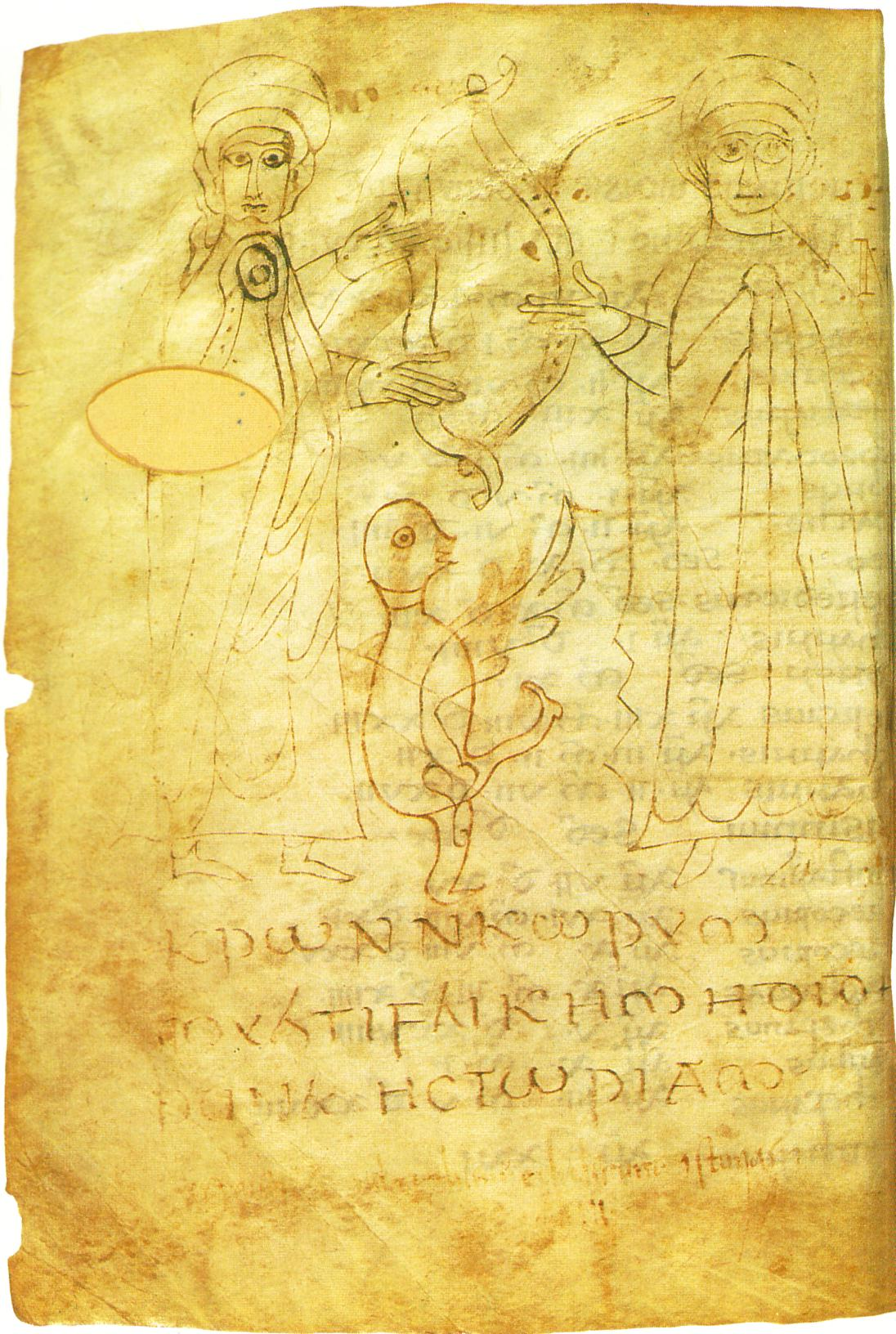
Seite aus einer Abschrift der Fredegar-Chronik, Pariser Nationalbibliothek

Der niederrheinische Trojamythos schließt an die Schilderung Homers vom Ende des Trojanischen Krieges an, der besagt, dass die von den Griechen besiegten Trojaner fliehen und in mehreren Gruppen über Asien und Europa versprengt werden. Hier gründen sie neue Städte und werden zu Stammvätern neuer, ruhmreicher Völker. Die bis heute bestehende niederrheinische Variante des Trojamythos indes spiegelt den Gründungsmythos des Frankenreichs wider, die Origo francorum. Als Vorbild diente der römische Trojamythos, wie er in Vergils Aeneis überliefert ist und wie seine literarischen Nachahmer eine Herkunftssage bildet.
Die gallischen Haeduer wurden früh vom römischen Senat wiederholt als Brüder und Verwandte bezeichnet, als fratres consanguineosque, wie Caesar überlieferte. Kaiser Claudius ließ im Jahre 48 den Haeduern vor allen Galliern das ius honorum zuteilwerden. Aus allem geht hervor, dass kein anderer Gallierstamm das Recht in Anspruch nehmen konnte, sich fratres consanguineique populi Romani zu nennen. Später versuchten auch die Arverner, sich diese Bezeichnung anzumaßen. Tacitus bekräftige Ende des 1. Jahrhunderts die diesbezügliche Einzelstellung der Haeduer. Die Haeduer mussten aus dem ihnen zukommenden Ehrentitel bald auf die gemeinsame Abstammung von den Trojanern schließen. Dies entspricht römischer Auffassung vom Wesen derartiger Akte, vergleichbar mit einer Adoption, bei der der Adoptierte zum Sohn des Adoptivvaters wird und damit auch dessen gesamte Ahnenschaft und Traditionen bis ins Biologische übernimmt. Der römische Historiker Ammianus Marcellinus beschreibt dann auch in seiner um 380 n. Chr. niedergeschriebenen Chronik Res gestae die mythische Entstehung des gallischen Volkes in Verbindung mit der homerischen Trojalegende. Beim Versuch, für die nach dem Untergang des Römischen Reiches aufkommenden Franken eine möglichst heroische Abstammung im Sinne einer Origo gentis zu etablieren, griffen fränkische Geschichtsschreiber im Laufe des 3. Jahrhunderts, spätestens jedoch im 4. Jahrhundert, vermutlich auf die gallotrojanischen Erzählungen zurück.
Erstmals urkundlich erwähnt wird der fränkische Trojamythos in einer Abschrift der Fredegar-Chronik aus der ersten Hälfte des 7. Jahrhunderts. Fredegars Weltchronik befasst sich am Schluss des zweiten und zu Anfang des dritten Buches mit dem fränkischen Gründungsmythos. Der Chronist bezieht sich bei diesen Passagen auf ältere Quellen. Buch II beruht auf der Chronik des Kirchenvaters Hieronymus, während sich Buch III auf die Decem libri historiarum des Gregor von Tours bezieht. Auch der Anfang des Liber Historiae Francorum (LHF) von 726/727 befasst sich mit diesem Thema, wobei sich der LHF in großen Teilen ebenfalls auf das Werk Gregors bezieht. Alle späteren Bearbeitungen gehen im Wesentlichen auf diese beiden Quellen, die Fredegar-Chronik und den LHF, zurück.
Fredegar berichtet von einer Gruppe Trojaner, die nach dem Trojanischen Krieg auf der Flucht aus der von den Griechen zerstörten Stadt nach Makedonien gelangten und so zu den Urvätern Alexanders des Großen wurden. Später sollen sie durch ein Bündnis mit den Sachsen der Unterwerfung durch Pompeius entgangen und über Pannonien an den Rhein gezogen sein. Hier gründete der mythische König Francio das nach ihm benannte Geschlecht der Franken. Fredegar schafft eine Verbindung zu Vergils Aeneis, indem er König Francio aus der Linie des Frigas, in der Legende der Sohn des Priamos, hervorgehen lässt. Frigas seinerseits wird zum Bruder des Aeneas erklärt, der nach Vergil der Stammvater des römischen Volkes war. Somit erklärt der fränkische Trojamythos die Franken zum Brudervolk der Römer. Xanten wird in dieser Epoche als Troja francorum, Troja der Franken, bezeichnet.

## Xanten als Troja am Niederrhein
Die Bezeichnung Troja für das heutige Xanten wurzelt in der römischen Epoche. Als der römische Kaiser Marcus Ulpius Traianus um 110 n. Chr. das heutige Xanten zur Colonia im römischen Rechtssinne erhob, benannte er den Ort, wie im Römischen Reich üblich, nach sich selbst Colonia Ulpia Traiana (CUT). Nachdem der Ort im Jahr 275 n. Chr. von den Franken völlig zerstört worden war, ging dieses Toponym im ausgehenden 3. Jahrhundert im offiziellen Sprachgebrauch verloren. Es findet sich aber noch in Abwandlungen in späteren Nennungen. Im Frühmittelalter wurde aus Traiana die Eigenbezeichnung Troianer der Xantener Bürger.
Das mittelalterliche Xanten wurde nur wenige hundert Meter südlich der Ruinen der ehemaligen römischen Colonia Ulpia Traiana gegründet. Gemäß allgemeiner Lehrmeinung entwickelte sich der Name Xanten aus der lateinischen Bezeichnung „ad sanctos“ („bei den Heiligen“) als Hinweis auf die Märtyrergräber, bei denen im 9. Jahrhundert das Stift St. Viktor errichtet wurde. Die mittelalterliche Legendenbildung führt jedoch den Namen Xanten auf den Fluss Xanthos (Skamandros) in Kleinasien zurück, an dessen Ufern das antike Troja gelegen haben soll. Greifbar wird dieser Bezug in der Strophe XXIII des frühmittelhochdeutschen Annoliedes aus der zweiten Hälfte des 11. Jahrhunderts. Bereits ab dem 10. Jahrhundert kommt es nachweisbar zu Doppelnennungen beider Namen, wobei meist Troja der Bezeichnung Xanten vorangestellt wird. So nennt beispielsweise die Kölner Passio des heiligen Gereon Xanten als Stadt der Franken, die von den Nachfahren der Trojaner gegründet worden war und deshalb Troja oder Xanten genannt wird (Troia sive Xantum).

## Rezeption im Mittelalter
In späteren Jahrhunderten wurde der fränkische Gründungsmythos und die Erzählung vom trojanischen Ursprung der Stadt Xanten vor allem am Niederrhein thematisiert und politisch instrumentalisiert. Denare, die der Kölner Erzbischof Hermann II. zwischen 1036 und 1056 in Xanten prägen ließ, tragen umseitig die Prägung SCA TROIA (für SANCTA TROIA, „heiliges Troja“) als Bezeichnung für die Prägestätte. Im 15. Jahrhundert nutzte das Haus Kleve den niederrheinischen Trojamythos zur Aufwertung ihrer genealogischen Abstammung gegenüber dem Habsburger Kaiserhaus. Während der Soester Fehde von 1444 bis 1449 bezeichnete sich beispielsweise der Herzog von Kleve Johann I. als König von Troja.
Bereits der Humanist Hermann von Neuenahr lehnte in seiner 1521 veröffentlichten Schrift Brevis narratio de origine et sedibus priscorum Francorum („Kurzer Abriss vom Ursprung und den Wohnsitzen der alten Franken“), in der er sich auch auf bei Asciburgium gefundene Altertümer bezieht, in kritischer Auseinandersetzung mit Johannes Trithemius und dessen angeblichem Gewährsmann „Hunibald“ die Theorie von der trojanischen Abkunft der niederrheinischen Franken ab.
Noch bis in das 19. Jahrhundert stritten sich Gelehrte über den historischen Wahrheitsgehalt der Erzählung. Auch Richard Wagners Schrift Die Wibelungen von 1848 verwendet den Mythos. Viele sahen einen trojanischen Ursprung der Franken als geschichtliche Tatsache an. Auch heute noch ist dieser Mythos am Niederrhein lebendig.

## Rezeption im Nibelungenlied

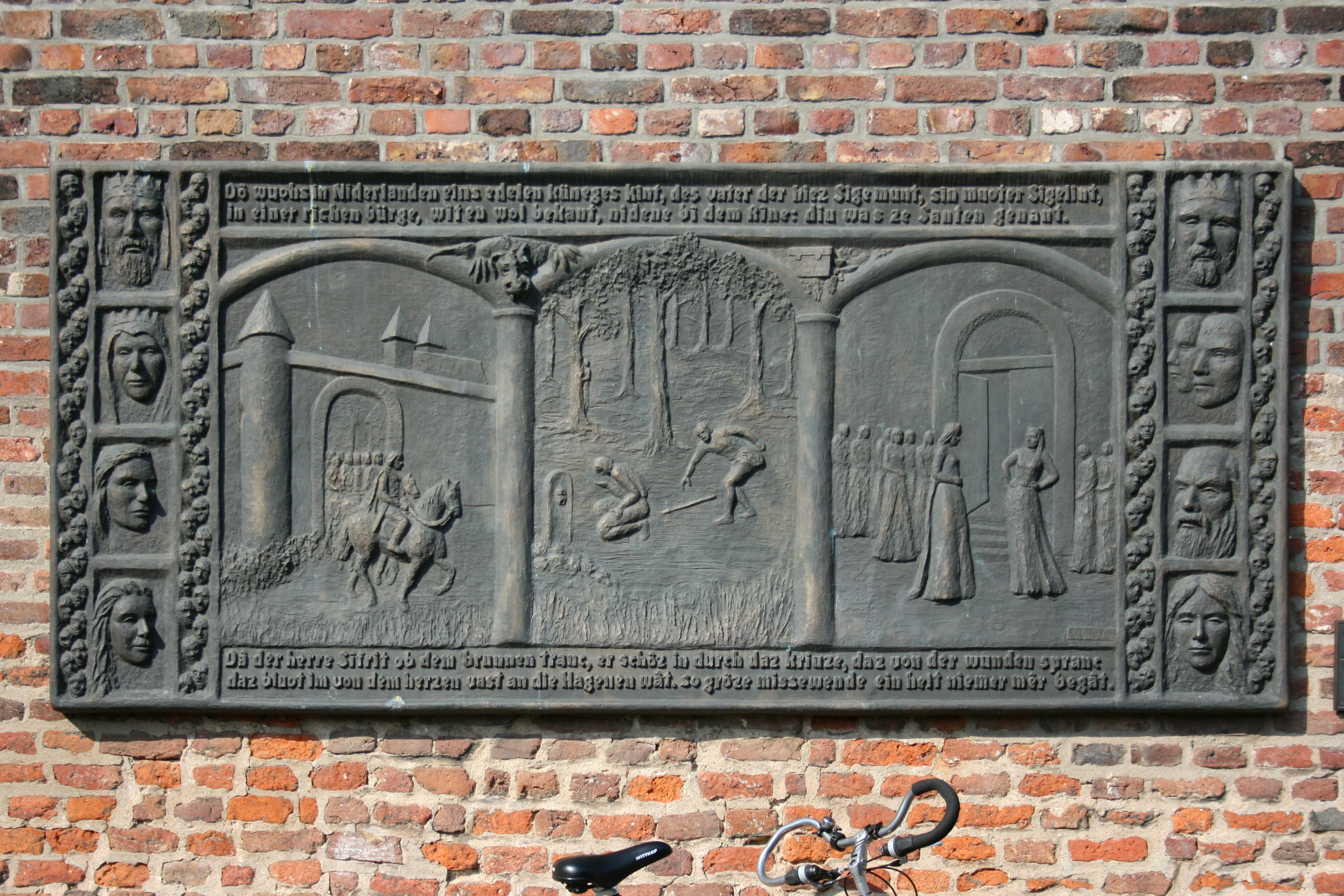
Gedenktafel an das Nibelungenlied am Nordwall von Xanten

Untergründig hatte der niederrheinische Trojamythos auch Einfluss auf das im Hochmittelalter entstandene Nibelungenlied. Der Antagonist Hagen stammt aus Tronje, ein Name, der vermutlich auf das heute in Belgien gelegene Drongen zurückgeht. In mehreren Fassungen der Sage wurde jedoch aus dem mittelhochdeutschen Tronje durch Verschleifung Troja. Im Lied wird Hagen von Tronje als Verwandter der im Frankenreich aufgegangenen Burgunden beschrieben. Als Siegfried von Xanten in der zweiten Aventüre an den burgundischen Hof nach Worms kommt, ist Hagen der Einzige, der den Helden sofort erkennt. Unabhängig vom historischen Wahrheitsgehalt war dem Dichter des Nibelungenliedes die mythische Verbindung zwischen Troja und Xanten noch bekannt. Auch stellte er über die Burgunden eine Verbindung zu den Franken her.

## Asciburgium
Eine Parallele zur gallotrojanischen Legendenbildung am Niederrhein bildet der Mythos der bei Tacitus erwähnten Gründung des Ortes Asciburgium (Moers-Asberg) durch Odysseus, den es auf seinen Irrfahrten an den Rhein verschlagen haben soll.

“Ceterum et Ulixen quidam opinantur longo illo et fabuloso errore in hunc Oceanum delatum adisse Germaniae terras, Asciburgiumque, quod in ripa Rheni situm hodieque incolitur, ab illo constitutum nominatumque; aram quin etiam Ulixi consecratam, adiecto Laertae patris nomine, eodem loco olim repertam, monumentaque et tumulos quosdam Graecis litteris inscriptos in confinio Germaniae Raetiaeque adhuc extare.”

„Übrigens glauben einige, dass auch Ulixes, auf seiner langen und sagenhaften Irrfahrt in jenen Ozean verschlagen, die Küsten Germaniens betreten habe und dass das am Ufer des Rheins gelegene Asciburgium, das noch heute bewohnt wird, von ihm begründet und benannt sei; ja, es sei sogar ein Altar, der von Ulixes unter Beifügung seines väterlichen Namens Laertes sei, an eben jener Stelle einst gefunden worden.“